# 시리아나
《시리아나》(영어: Syriana)는 2005년 공개된 미국의 스릴러 영화이다. 스티븐 개건의 감독과 각본을 맡았다. 로버트 베어의 책 《See No Evil》을 원작으로 하고 있다. 중동의 가상 국가 시리아나를 배경으로, 중동 국가와 미국 , 중국 등의 석유 이권을 둘러싼 음모를 그린 영화이다. 제작 총지휘를 맡은 조지 클루니가 주연으로 출연하여, 아카데미 남우조연상, 골든 글로브 남우조연상을 수상했다.

## 줄거리
미국의 거대 에너지 기업인 코넥스 오일은 알-수바이 가문이 통치하는 페르시아만 왕국의 주요 유전에 대한 통제권을 잃어가고 있다. 이 에미리트의 외무장관, 나시르 왕자는 천연가스 시추권을 중국 회사에 부여하여, 미국 석유 산업과 미국 정부를 크게 분노하게 한다. 생산 능력 감소를 만회하기 위해 코넥스는 최근 카자흐스탄의 텡기스 유전 시추권을 획득한 소규모 석유 회사인 킬렌과의 수상한 합병을 시작한다. 코넥스-킬렌이 하나의 국가라면 세계에서 23번째로 큰 경제 규모를 자랑하게 될 것이며, 법무부 (DOJ)의 독점 금지 규제 기관들은 우려를 표한다. 딘 휘팅이 이끄는 워싱턴 D.C. 기반의 법무법인 휘팅-슬론이 합병을 원활하게 진행하기 위해 고용된다. 이 회사의 동료인 베넷 홀리데이가 법무부에 실사 인상을 심어주어 부패 혐의를 피하도록 배정된다.

### 에미르 줄거리
브라이언 우드먼은 제네바에 본사를 둔 미국의 에너지 분석가이다. 우드먼의 상사는 그에게 스페인 마르베야에 있는 에미르의 개인 영지에서 열리는 개인 파티에 참석하여 회사 서비스를 제공하도록 지시한다. 파티 도중 에미르의 병으로 인해 우드먼은 에미르와 직접 대화할 수 없지만, 동시에 에미르의 막내아들인 메샬 알-수바이 왕자는 원격 조종 카메라를 통해 중국 석유 기업 임원들에게 영지의 여러 방과 구역을 보여준다. 아무도 수영장 수중 조명 중 하나에 금이 가서 물이 감전되었다는 것을 눈치채지 못한다. 우드먼과 다른 모든 손님들이 수영장 구역으로 안내되던 중, 우드먼의 아들이 수영장에 뛰어들어 감전사한다.
아들 상실에 대한 배상과 동정심으로, 에미르의 장남인 나시르 왕자는 우드먼의 회사에 7,500만 달러 상당의 석유 이권을 부여한다. 우드먼은 처음에 그 제안에 모욕감을 느꼈지만, 점차 그의 경제 고문이 된다. 나시르 왕자는 진보적 개혁이라는 생각에 헌신적이며 석유 의존이 장기적으로 지속 불가능하다는 것을 이해한다. 나시르는 미국 이익에 의해 지지받는 그의 아버지의 억압적인 정부와는 극명한 대조를 이루며, 국가의 석유 수익을 경제 다각화와 민주적 개혁 도입에 사용하기를 원한다. 그의 아버지는 휘팅과 그의 법무법인의 도움을 받아 미국 정부의 압력으로 막내 메샬을 후계자로 지명하여, 나시르가 쿠데타를 시도하게 만든다.

### 암살 줄거리
밥 반스는 CIA 베테랑 요원으로 중동에서의 불법 무기 밀매를 막으려 한다. 그는 페르시아어와 아랍어에 능통할 정도로 헌신적이었다. 테헤란에서 두 명의 무기 거래상을 살해하는 임무를 수행하던 중, 반스는 폭탄 테러에 사용될 예정이던 대공 미사일 두 발 중 한 발이 이집트인에게 전용되었고, 다른 한 발은 폭발하여 두 무기 거래상을 살해한 것을 알아차린다. 이 거래상들은 나중에 이란 정보부 요원으로 밝혀진다. 반스는 미사일 절도에 대한 보고서를 작성하여 상사들을 불안하게 만들고, 이후 행정직으로 재배치된다. 그러나 요구되는 정치적 신중함에 익숙하지 않아 그는 자신의 생각을 말하다가 곧 잘못된 사람들을 당황하게 만들고, CIA가 이집트인의 미사일 획득 자금 지원자로 오인한 나시르 왕자를 암살하는 임무를 받고 다시 현장으로 보내진다. 재배치되기 전에 반스는 전 CIA 요원 친구 스탠 고프에게 레바논으로 돌아갈 것이라고 털어놓는다. 고프는 그에게 헤즈볼라에 자신의 존재를 알림으로써 그들이 자신을 적대적으로 행동하는 것으로 오인하지 않도록 하라고 조언한다. 반스는 레바논으로 가서 헤즈볼라 지도자로부터 안전 통행권을 얻고, 나시르를 납치하고 살해하는 것을 돕기 위해 무사위라는 용병을 고용한다. 그러나 무사위는 이란 요원이 되었고 반스를 납치한다. 무사위는 반스를 고문하고 참수하려 하지만, 헤즈볼라 지도자가 도착하여 그를 저지한다.
CIA는 무사위가 나시르를 살해하려는 기관의 의도를 방송할 계획임을 알게 되자, 반스를 희생양으로 삼아 그를 불량 요원으로 묘사한다. 반스의 상사 테리 조지는 반스가 나시르 암살 계획에 대해 이야기할 수도 있고, 드론으로 나시르를 살해하는 것이 미국이 지원하는 암살임을 명백하게 만들 것이라고 우려한다. 그는 반스의 여권을 취소하고, 직장 컴퓨터에서 그를 잠그고, 그에 대한 조사를 시작한다. 그러나 반스는 고프에게 "이란 해방 위원회"라고 불리는 사업가 그룹을 대표하는 휘팅이 반스의 블랙리스트 등록과 암살의 책임자이며, 휘팅이 조사를 중단하고 반스의 여권을 돌려주지 않으면 휘팅과 그의 가족을 위협할 것이라고 말한다.
반스는 중동으로 돌아와 나시르 왕자의 호송대에 접근하여 암살 계획을 경고한다. 그가 도착하자, 선회하는 프레데터 드론의 유도 폭탄이 나시르와 그의 가족이 탄 자동차를 타격하여 그들과 반스 모두 즉사한다. 일찍이 나시르의 차에서 왕자의 가족 구성원에게 자리를 양보했던 우드먼은 드론 공격에서 살아남아 아내와 남은 아들에게로 돌아간다.

### 와심 줄거리
파키스탄 이주 노동자 살림 아흐메드 칸과 그의 아들 와심은 코넥스 정유소로 일하러 가는 버스에 오르지만, 해고당했다는 사실을 알게 된다. 회사가 식량과 숙소를 제공했기 때문에, 노동자들은 실업 상태로 인해 추방 위협에 직면한다. 와심은 필사적으로 일자리를 찾지만 아랍어를 잘 하지 못한다는 이유로 거절당한다. 와심과 그의 친구는 취업 전망을 개선하기 위해 아랍어를 배우기 위해 마드라사에 입학한다. 축구를 하던 중, 그들은 카리스마 있는 이슬람 근본주의자를 만나는데, 이 남자는 실종된 이란 미사일을 받은 동일 인물이며, 결국 그들을 이끌어 코넥스-킬렌 유조선에 대한 자살 공격을 실행한다.

### 합병 줄거리
베넷 홀리데이는 딘 휘팅을 만난다. 휘팅은 킬렌이 카자흐스탄에서 시추권을 얻기 위해 누군가에게 뇌물을 주었다고 확신한다. 코넥스-킬렌의 기록을 조사하던 중, 홀리데이는 텍사스 석유업자이자 킬렌의 동료인 대니 달튼과 카자흐스탄 관리들 사이의 거래로 이어지는 자금 이체를 발견한다. 홀리데이는 코넥스-킬렌에 자신의 발견을 알리고, 그들은 그것을 몰랐던 척한다. 홀리데이는 달튼에게 법무부가 나머지 코넥스-킬렌의 뒤를 쫓지 못하게 하기 위한 "희생양" 역할을 하기 위해 그가 부패 혐의로 기소될 가능성이 높다고 조언한다. 미국 검사 도널드 패리시 3세는 홀리데이를 압박하여 그가 발견한 불법 활동에 대한 정보를 법무부에 제공하도록 한다. 홀리데이는 달튼을 포기하지만, 패리시는 이것으로는 충분하지 않다고 말한다. 홀리데이는 킬렌 오일의 CEO 지미 포프를 만나 법무부가 조사를 중단하고 합병을 허용하기 위해 두 번째 희생양이 필요하다고 알린다. 포프는 홀리데이가 있는 회사에서 그보다 상위의 사람이 추가 희생양으로 충분할지 묻는다. 홀리데이는 이름이 충분히 크다면 그렇다고 말한다.
홀리데이는 그의 동료이자 멘토인 시드니 휴잇에 의해 코넥스 오일의 회장 겸 CEO인 릴랜드 "리" 제이누스를 만나러 간다. 홀리데이는 휴잇이 코넥스-킬렌 합병이 진행되는 동안 불법적인 거래를 했다는 사실을 밝힌다. 홀리데이는 휴잇을 법무부에 두 번째 희생양으로 넘겨줌으로써 나머지 코넥스-킬렌을 보호한다. 제이누스는 어깨의 짐을 덜고 "올해의 석유 산업인" 상을 받을 수 있게 된다.

## 배역
- 조지 클루니 - 밥 반스 역
- 맷 데이먼 - 브라이언 우드먼 역
- 제프리 라이트 - 베넷 홀리데이 역
- 크리스토퍼 플러머 - 딘 휘팅 역
- 어맨다 피트 - 줄리 우드먼 역
- 크리스 쿠퍼 - 지미 포프 역
- 팀 블레이크 넬슨 - 대니얼 돌턴 주니어 역
- 윌리엄 허트 - 스탠 고프 역
- 마크 스트롱 - 무사위 역
- 마자르 무니르 - 와심 아흐메드 칸 역
- 알렉산더 시디그 - 나시르 알수바이 역

## 평가
영화는 좋은 평가를 받았다. 로튼토마토에서는 72%를 기록했다.